# SHIELD Android TV
La Nvidia SHIELD Android TV (originariamente conosciuta come SHIELD Console) è un set-top box Android TV finalizzato sia per l'home entertainment, sia per il gaming in salotto. Sviluppata da Nvidia e uscita alla fine di maggio 2015, la console è la terza generazione di Nvidia "SHIELD" con hardware da gaming. Come tutti i prodotti della serie, utilizza il sistema operativo Android e una SoC Tegra (System on Chip). È anche il primo dispositivo di Nvidia ad impiegare la piattaforma Android TV. È in grado di sostenere la risoluzione 4K su un televisore, insieme all'audio ad alta definizione a 192 kHz. Tramite il Cloud, può supportare lo streaming grazie alla Nvidia GeForce NOW. Nel gennaio del 2017, una nuova versione della Nvidia Shield è stata commercializzata con alcune modifiche hardware minori. Il nuovo modello è molto più piccolo e leggero, e sia la porta microUSB che lo slot microSD sono stati rimossi. Sono state apportate inoltre delle piccole modifiche al telecomando e al gamepad.

## Caratteristiche tecniche
- SoC: Nvidia Tegra X1
- CPU: ARM Cortex-A57 a 2.0 GHz e ARM Cortex-A53 a 64 bit
- GPU: Maxwell 1000 MHz
- RAM: 3 GB di RAM
- Memoria interna: SSD da 16 GB, o HDD da 500 GB (versione Pro)
- Memoria esterna: slot per micro SDXC (non per la versione del 2017)
- Gigabit Ethernet
- porta HDMI 2.0b
- micro porta USB 2.0
- USB 3.0: per il mouse, la tastiera e l'hard disk esterno
- Ricevitore IR: per il telecomando del televisore
- Wi-Fi: 802.11ac 2x2 MIMO da 2,4 GHz e da 5 GHz, compatibile con Wi-Fi 802.11g/n
- Bluetooth 4.1/BLE: per auricolari, periferiche di gioco, ecc.